# Fotlapp

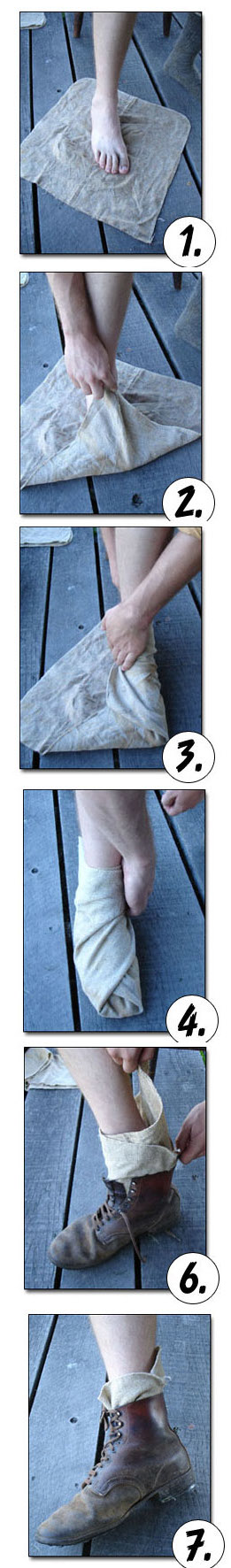
Hur man använder en fotlapp.

En fotlapp är ett stycke tyg som viks om foten och bärs istället för eller tillsammans med en strumpa i en sko. Fotlappar tillverkas vanligen av ylle och var ofta i storleken 50 x 50 cm. Fotlappar förekom främst under historisk tid, men används även inom det militära, särskilt vintertid. Fotlappar eller spår av fotlappar finns bland annat i Bockstensmannens kläder och i Skjoldehamnsdräkten. 
Fotlappar har använts inom svenska försvaret fram till 1980-talet. De ansågs bättre än strumpor och var mycket lättare att torka. Dessutom fanns de bara i "en storlek" (passade alla fötter). Det finns fotlappar att köpa i dag till jägare och andra som vistas mycket utomhus vintertid. Ryska försvaret hade fotlappar även senare. 